# Marcello Gatti
Pour les articles homonymes, voir Gatti.

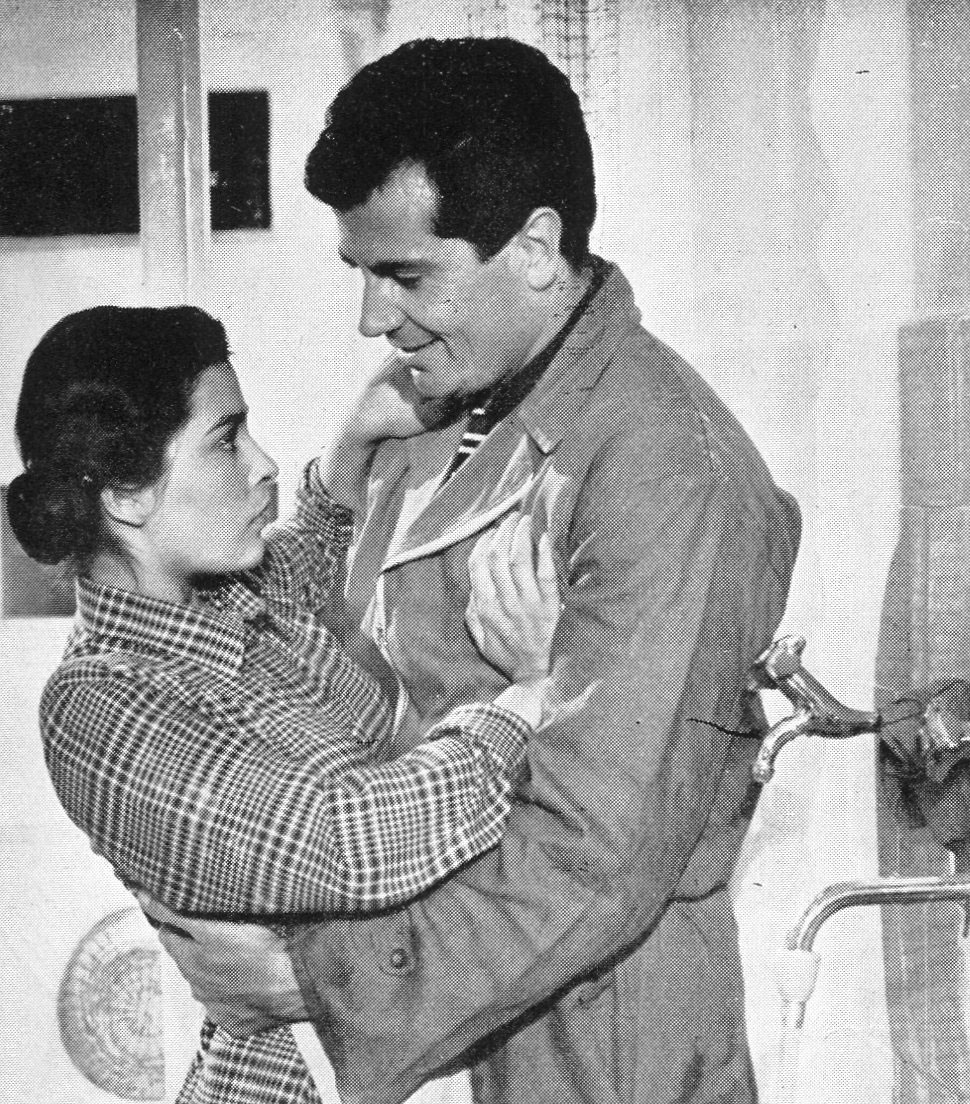
Du soleil dans les yeux, avec Irène Galter et Gabriele Ferzetti
(1953, cadreur)

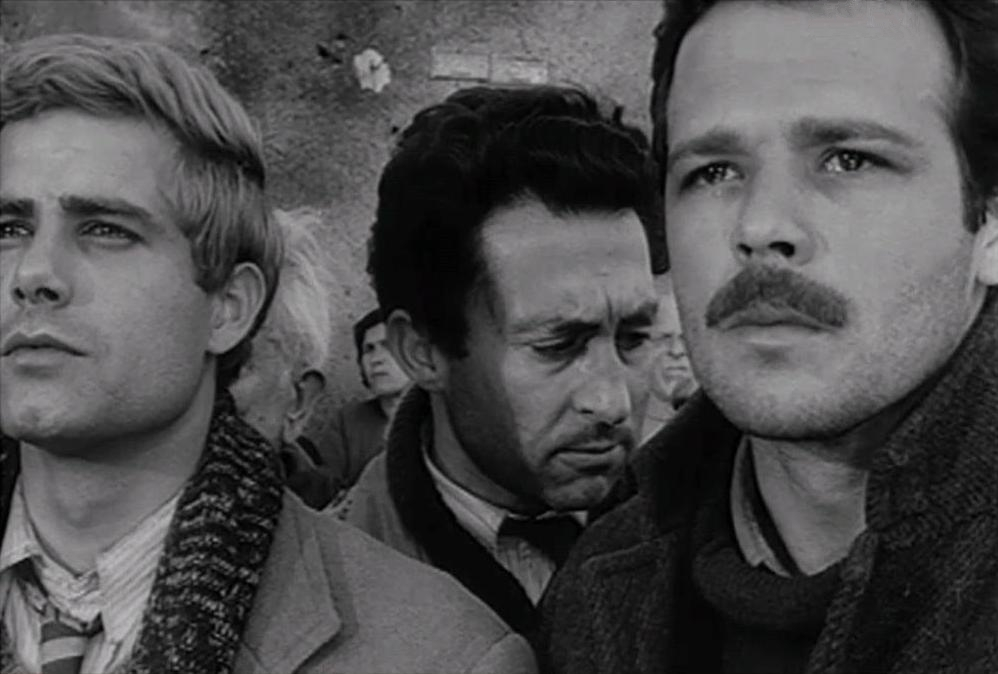
Les partisans attaquent à l'aube
(1961, chef opérateur)

Marcello Gatti, né le 9 février 1924 à Rome, ville où il est mort le 26 novembre 2013, est un directeur de la photographie italien.

## Biographie
Au cinéma, Marcello Gatti est d'abord premier assistant opérateur ou cadreur à partir de 1942 et jusqu'en 1960. De cette période, on peut citer comme cadreur Du soleil dans les yeux d'Antonio Pietrangeli (1953) et Le Bel Antonio de Mauro Bolognini (1960).
Comme chef opérateur, après une première expérience sur un film de 1953, il contribue à des films (majoritairement italiens ou en coproduction) sortis entre 1961 et 1991. Il collabore notamment avec les réalisateurs Nanni Loy (ex. : La Bataille de Naples en 1962), Gillo Pontecorvo (ex. : La Bataille d'Alger en 1966) et Sergio Corbucci (ex. : Bluff en 1976).
Parmi ses films étrangers, mentionnons le film algérien Chronique des années de braise de Mohammed Lakhdar-Hamina (1975), le film britannique La Salamandre de Peter Zinner (1981) et le film franco-italien Rouge Venise d'Étienne Périer (1989.
Pour la télévision, il est directeur de la photographie sur deux téléfilms (1987-1988) et quelques séries, dont Série noire (un épisode, 1988) et La Mafia (trois télésuites, 1990-1995).
Retiré après La Mafia, il meurt en 2013, à 89 ans. Durant sa carrière, il gagne quatre Rubans d'argent de la meilleure photographie, entre autres pour La Bataille d'Alger précité.

## Filmographie partielle

### Cinéma

#### Cadreur
- 1952 : Abracadabra de Max Neufeld
- 1953 : Du soleil dans les yeux (Il sole negli occhi) d'Antonio Pietrangeli
- 1957 : Tu es mon fils (La finestra sul Luna Park) de Luigi Comencini
- 1958 : Les Jeunes Maris (Giovanni mariti) de Mauro Bolognini
- 1959 : Les Garçons (La notte brava) de Mauro Bolognini
- 1960 : Kapò de Gillo Pontecorvo
- 1960 : Le Bel Antonio (Il bell'Antonio) de Mauro Bolognini

#### Directeur de la photographie
- 1961 : Les partisans attaquent à l'aube (Un giorno da leoni) de Nanni Loy
- 1962 : La Bataille de Naples (Le quattro giornate di Napoli) de Nanni Loy
- 1963 : L'Appartement du dernier étage (L'attico) de Gianni Puccini
- 1964 : La Fugue (La fuga) de Paolo Spinola
- 1964 : Frénésie d'été de Luigi Zampa
- 1965 : Meurtre à l'italienne (Io uccido, tu uccidi) de Gianni Puccini (film à sketches)
- 1966 : La Bataille d'Alger (La battaglia di Algeri) de Gillo Pontecorvo
- 1966 : Le Triomphe des sept desperadas (7 donne per una strage) de Rudolf Zehetgruber, Gianfranco Parolini et Sidney W. Pink
- 1968 : Les Protagonistes (I protagonisti) de Marcello Fondato
- 1969 : Queimada de Gillo Pontecorvo
- 1969 : Sais-tu ce que Staline faisait aux femmes ? (Sai cosa faceva Stalin alle donne) de Maurizio Liverani
- 1970 : Adieu à Venise (Anonimo veneziano) d'Enrico Maria Salerno
- 1971 : La Tarentule au ventre noir (La tarantola dal ventre nero) de Paolo Cavara
- 1972 : Girolimoni, il mostro di Roma de Damiano Damiani
- 1972 : Quoi ? (Che ?) de Roman Polanski
- 1973 : SS Représailles (Rappresaglia) de George Pan Cosmatos
- 1975 : Moïse (Mosè) de Gianfranco De Bosio
- 1975 : La police a les mains liées (La polizia ha le mani legate) de Luciano Ercoli
- 1975 : Chronique des années de braise (Waqa'i' sanawat ed-djamr) de Mohammed Lakhdar-Hamina
- 1975 : Un flic voit rouge (Mark il poliziotto) de Stelvio Massi
- 1976 : Bluff (Bluff storia di truffe e di imbroglioni) de Sergio Corbucci
- 1976 : Il signor Robinson, mostruosa storia d'amore e d'avventure de Sergio Corbucci
- 1977 : Tre tigri contro tre tigri de Sergio Corbucci et Steno
- 1979 : Opération Ogre (Ogro) de Gillo Pontecorvo
- 1981 : La Salamandre (The Salamander) de Peter Zinner
- 1989 : Rouge Venise d'Étienne Périer

### Télévision
Directeur de la photographie
- 1974 : Moïse (Mosè, mini-série) de Gianfranco De Bosio
- 1987 : Assicurazione sulla morte (téléfilm) de Carlo Lizzani
- 1988 : Série noire (série), saison unique, épisode 31 Cause à l'autre de Carlo Lizzani
- 1990-1995 : La Mafia (La piovra, série), télésuite 5 La Mafia 5 : Mort à Palerme (La piovra 5 – Il cuore del problema, 1990), télésuite 6 La Mafia 6 : L'Ultime Secret (La piovra 6 – L'ultimo segreto, 1992) et télésuite 7 La Mafia 7 : Enquête sur la mort du commissaire Cattani (La piovra 7 – Indagine sulla morte del commissario Cattani, 1995)

## Récompenses
- Quatre Rubans d'argent de la meilleure photographie gagnés :
  - En 1967, catégorie noir et blanc, pour La Bataille d'Alger ;
  - En 1971, catégorie noir et blanc, pour Sierra Maestra, et catégorie couleur, pour Adieu à Venise ;
  - Et en 1986, pour Inganni (it).